# 261
Криза Римської імперії у 3 столітті. Період тридцяти тиранів. Правління імператора Галлієна. В імперії триває чума Кипріяна. У Китаї триває період трьох держав, в Японії — період Ямато, в Індії період занепаду Кушанської імперії, у Персії править династія Сассанідів.
На території лісостепової України Черняхівська культура. У Північному Причорномор'ї готи й сармати.

## Події
- У римській провінції Єгипет повсталі війська проголосили імператором Муссія Еміліана. Наступного року він був убитий.
- Імператор Галлієн скасував антихристиянський едикт 258 року.